# Nekrolog 3. Quartal 1987
Nekrolog
◄◄
| ◄
| 1983
| 1984
| 1985
| 1986
| 1987 | 1988 | 1989 | 1990 | 1991 | ► | ►►
1. Quartal |
2. Quartal |
3. Quartal |
4. Quartal 1987
Weitere Ereignisse | Allgemeiner Nekrolog 1987
Die Beschreibung der verstorbenen Person sollte so kurz wie möglich gehalten sein und nur deren signifikante Tätigkeit(en) enthalten.
Neue Namen ggf. auch unter dem Geburts- und Sterbedatum, also etwa unter 1. Januar und im Geburts- und Sterbejahr (2024) eintragen (nur bei entsprechender großer Wichtigkeit). Für Beispiele siehe die schon vorhandenen Artikel.
Außerdem über die fünf zuletzt Verstorbenen, zu denen es einen ausreichend guten Artikel für eine Präsentation auf der Hauptseite gibt, nach der todesbedingten Überarbeitung der Artikel ggf. auch unter Wikipedia Diskussion:Hauptseite informieren und sie am besten auch in den anderen Wikipedia-Sprachversionen eintragen. Tipp: Regelmäßig bei news.google.de nach „ist tot“, „gestorben“ oder „verstorben“ suchen.
Wenn eine Person gestorben ist, gibt es viele Seiten zu dieser Person in der Wikipedia, die davon auch betroffen sind und entsprechend aktualisiert werden müssen. Beispiele: Namenübersichtsseite, Geburtsjahr, Geburtsort-Seiten und viele mehr.
Wie finde ich die betroffenen Seiten?
Im Suchfeld auf der linken Seite gibt man den Suchbegriff so ein: „Vorname Nachname“. Dann klickt man auf Volltext und alle Seiten mit entsprechendem Suchtext werden aufgerufen. Hier sieht man dann schnell, wo auch das Todesjahr Sinn macht oder sogar ein Teil des Artikels angepasst werden muss. Auch hilft das „Werkzeug“ auf der linken Seite sehr gut, um solche Seiten aufzufinden: „Links auf diese Seite“. Somit ist die Wikipedia wieder aktuell in allen Bereichen! Hinweis: bei Eintragung der Kategorie „Gestorben JAHR“ wird der Missbrauchsfilter 49 ausgelöst, was jedoch nicht schlimm ist. Siehe: Spezial:Missbrauchsfilter/49
Dies ist eine Liste von im dritten Quartal 1987 verstorbenen bekannten Persönlichkeiten. Die Einträge erfolgen innerhalb der einzelnen Daten alphabetisch sortiert. Tiere sind im Nekrolog für Tiere zu finden.

## Juli
| Tag      | Name                                | Beruf, bekannt als                                                                                      | Alter | Beleg |
| -------- | ----------------------------------- | --- | ----- | ----- |
| 1. Juli  | Edvard Fendler                      | deutscher Dirigent                                                                                      | 85    |       |
| 1. Juli  | Valerijus Grešnovas                 | litauischer Basketball-, Handball- und Rugbytrainer, Hochschullehrer und Sportfunktionär                | 73    |       |
| 1. Juli  | Philip Charles Lithman              | britischer Rockgitarrist                                                                                | 38    |       |
| 1. Juli  | Jerry Livingston                    | US-amerikanischer Komponist                                                                             | 78    |       |
| 1. Juli  | Willy Maria Stucke                  | deutscher Maler, Graphiker und Illustrator                                                              | 78    |       |
| 1. Juli  | Henrik Wiehe                        | dänischer Schauspieler                                                                                  | 60    |       |
| 2. Juli  | Michael Bennett                     | US-amerikanischer Choreograph                                                                           | 44    |       |
| 2. Juli  | Helmut Brasch                       | deutscher Schauspieler, Kabarettist und Hörspielsprecher                                                | 74    |       |
| 2. Juli  | Václav Černý                        | tschechischer Literat und Übersetzer                                                                    | 82    |       |
| 2. Juli  | Jorge Falcón                        | argentinischer Tangosänger                                                                              | 37    |       |
| 2. Juli  | Helmut Kleiner                      | deutscher Chemiker                                                                                      | 84    |       |
| 2. Juli  | Denis Larkin                        | irischer Politiker                                                                                      |       |       |
| 3. Juli  | Viola Dana                          | US-amerikanische Stummfilm-Schauspielerin                                                               | 90    |       |
| 3. Juli  | Hubert Juin                         | belgischer Schriftsteller, Lyriker, Essayist und Literaturkritiker                                      | 61    |       |
| 3. Juli  | Nabil El Solami                     | ägyptischer Karikaturist und Cartoonist                                                                 | 46    |       |
| 3. Juli  | Josef Streit                        | deutscher Jurist und Politiker (KPD, SED), Generalstaatsanwalt der DDR                                  | 76    |       |
| 3. Juli  | William Wiard                       | US-amerikanischer Regisseur in Film und Fernsehen                                                       | 59    |       |
| 4. Juli  | Henry Albers                        | deutscher Chemiker                                                                                      | 83    |       |
| 4. Juli  | Alexander Gordon-Lennox             | britischer Konteradmiral                                                                                | 76    |       |
| 4. Juli  | Irène Laure                         | französische Politikerin, Mitglied der Nationalversammlung                                              | 88    |       |
| 04. Juli | Michel Paccard                      | französischer Eishockeyspieler                                                                          | 78    |       |
| 4. Juli  | Vojtech Pavelica                    | tschechoslowakischer Offizier und Skisportler                                                           | 73    |       |
| 4. Juli  | Bengt Strömgren                     | dänischer Astronom und Astrophysiker                                                                    | 79    |       |
| 4. Juli  | Bernard U. Taylor                   | US-amerikanischer Musikpädagoge                                                                         | 90    |       |
| 5. Juli  | Karl Götzinger                      | österreichischer Geologe                                                                                | 74    |       |
| 5. Juli  | Joseph Mahé                         | französischer Radrennfahrer                                                                             | 49    |       |
| 5. Juli  | Karl-Arthur Müller                  | deutscher Maler, Grafiker und Fachschullehrer                                                           | 94    |       |
| 5. Juli  | Karel Steklý                        | tschechischer Filmregisseur                                                                             | 83    |       |
| 5. Juli  | Ignaz Zangerle                      | österreichischer Erwachsenenbildner                                                                     | 82    |       |
| 6. Juli  | Jekaterina Gorsch                   | russische bzw. sowjetische Bibliothekswissenschaftlerin und Hochschullehrerin                           | 91    |       |
| 6. Juli  | Werner Henle                        | deutscher Virologe                                                                                      | 76    |       |
| 6. Juli  | Kurt Kronenberg                     | deutscher Jurist, Pastor und Heimatforscher                                                             | 82    |       |
| 6. Juli  | László Pusztai                      | ungarischer Fußballspieler                                                                              | 41    |       |
| 7. Juli  | Bernhard Brilling                   | deutscher Rabbiner und Historiker                                                                       | 81    |       |
| 7. Juli  | Wilhelm M. Busch                    | deutscher Illustrator                                                                                   | 78    |       |
| 7. Juli  | Tibor Frešo                         | slowakischer Komponist und Dirigent                                                                     | 68    |       |
| 7. Juli  | Georg Grünbart                      | österreichischer Politiker (VdU, FPÖ), Landtagsabgeordneter                                             | 84    |       |
| 7. Juli  | Edwin Lauprecht                     | bedeutender deutscher Tierzuchtwissenschaftler                                                          | 89    |       |
| 7. Juli  | Josef Mach                          | tschechischer Drehbuchautor, Schauspieler und Filmregisseur                                             | 78    |       |
| 7. Juli  | Hannelore Schroth                   | deutsche Schauspielerin                                                                                 | 65    |       |
| 7. Juli  | Hans Wilhelm Sievers                | deutscher Politiker (CDU), MdL                                                                          | 74    |       |
| 7. Juli  | Karl R. Stadler                     | österreichischer Zeitgeschichte-Historiker                                                              | 73    |       |
| 7. Juli  | Arno Volk                           | deutscher Musikverleger                                                                                 | 73    |       |
| 8. Juli  | Jean Boucher de Crèvecoeur          | französischer Offizier                                                                                  | 80    |       |
| 8. Juli  | Lionel Chevrier                     | kanadischer Politiker und Diplomat                                                                      | 84    |       |
| 8. Juli  | Gerardo Diego                       | spanischer Schriftsteller                                                                               | 90    |       |
| 8. Juli  | Oskar Kalbus                        | deutscher Filmhistoriker und Filmproduzent                                                              | 96    |       |
| 8. Juli  | Hanns Matula                        | österreichischer Kameramann                                                                             | 63    |       |
| 8. Juli  | Alvin O’Konski                      | US-amerikanischer Politiker                                                                             | 83    |       |
| 8. Juli  | Franjo Wölfl                        | kroatisch-jugoslawischer Fußballspieler und -trainer                                                    | 69    |       |
| 9. Juli  | Karl Heidenblut                     | deutscher Politiker (CDU), MdL                                                                          | 81    |       |
| 9. Juli  | Eduard März                         | österreichischer Wirtschaftshistoriker                                                                  | 78    |       |
| 9. Juli  | Leonid Pantelejew                   | sowjetischer Schriftsteller                                                                             | 78    |       |
| 9. Juli  | Ulas Samtschuk                      | ukrainischer Schriftsteller, Journalist und Essayist                                                    | 82    |       |
| 10. Juli | John Hammond                        | US-amerikanischer Plattenproduzent, Musiker und Musikkritiker                                           | 76    |       |
| 10. Juli | Gus Healy                           | irischer Politiker                                                                                      | 83    |       |
| 10. Juli | Karl Obermann                       | deutscher Historiker, Professor an der Humboldt-Universität                                             | 81    |       |
| 10. Juli | Frederick King Turgeon              | US-amerikanischer Romanist                                                                              | 86    |       |
| 11. Juli | Christian Anatole                   | französischer Romanist und Okzitanist                                                                   | 49    |       |
| 11. Juli | Ville Mattila                       | finnischer Skilangläufer                                                                                | 84    |       |
| 11. Juli | Artur Müller                        | deutscher Schriftsteller und Dramaturg                                                                  | 77    |       |
| 11. Juli | Avi Ran                             | israelischer Fußballtorhüter                                                                            | 23    |       |
| 11. Juli | Walther Rosenthal                   | deutscher Sportfunktionär, Präsident des Deutschen Tennis-Bundes                                        | 70    |       |
| 11. Juli | Tom Waddell                         | US-amerikanischer Zehnkämpfer, Arzt und LGBT-Aktivist                                                   | 49    |       |
| 12. Juli | Kurt Galling                        | deutscher Theologe, Archäologe und Hochschullehrer                                                      | 87    |       |
| 12. Juli | Harold Goodwin                      | US-amerikanischer Schauspieler                                                                          | 84    |       |
| 12. Juli | Rudolf Lenz                         | österreichischer Schauspieler                                                                           | 67    |       |
| 12. Juli | Gustav Adolf Schlemm                | deutscher Komponist und Dirigent                                                                        | 85    |       |
| 12. Juli | Andrei Wladimirowitsch Sneschnewski | sowjetischer Psychiater                                                                                 | 83    |       |
| 14. Juli | Josef Derbolav                      | österreichischer Pädagoge, Philosoph                                                                    | 75    |       |
| 14. Juli | Hans Haferkamp                      | deutscher Soziologe                                                                                     | 47    |       |
| 14. Juli | William Patrick Hitler              | US-amerikanisch-britischer Buchhalter und Autor                                                         | 76    |       |
| 14. Juli | Ali Jackson senior                  | US-amerikanischer Jazzmusiker (Kontrabass)                                                              | 56    |       |
| 14. Juli | Simonne Lehouck-Gerbehaye           | belgische Unternehmerin, Politikerin und Widerständlerin                                                | 87    |       |
| 14. Juli | Wiktor Michailowitsch Schdanow      | sowjetischer Epidemiologe und Virologe                                                                  | 73    |       |
| 15. Juli | Alfie Bass                          | britischer Filmschauspieler                                                                             | 66    |       |
| 15. Juli | J. Rives Childs                     | US-amerikanischer Diplomat                                                                              | 94    |       |
| 15. Juli | Tassilo Fürstenberg                 | österreichisch-ungarischer Industrieller Fürstenberg                                                    | 84    |       |
| 15. Juli | Pete King                           | britischer Musiker                                                                                      | 28    |       |
| 15. Juli | Paul Koeßler                        | deutscher Maschinenbauer                                                                                | 91    |       |
| 15. Juli | Elis Sandin                         | schwedischer Skilangläufer                                                                              | 85    |       |
| 15. Juli | Werner Schmidt                      | deutscher Forstwissenschaftler sowie Hochschullehrer                                                    | 91    |       |
| 15. Juli | Margarete Schlegel                  | deutsche Schauspielerin                                                                                 | 87    |       |
| 15. Juli | Marcel Vanco                        | französischer Fußballspieler                                                                            | 92    |       |
| 16. Juli | Nils Björklöf                       | finnischer Kanute                                                                                       | 66    |       |
| 16. Juli | Jean-Marc Chappuis                  | Schweizer evangelischer Theologe und Hochschullehrer                                                    | 62    |       |
| 16. Juli | Pierre Lardinois                    | niederländischer Politiker (KVP, CDA), MdEP                                                             | 62    |       |
| 17. Juli | Oscar Andriani                      | italienischer Schauspieler                                                                              | 81    |       |
| 17. Juli | Vladimir Bazala                     | jugoslawischer Medizinhistoriker                                                                        | 86    |       |
| 17. Juli | Marjorie Cottle                     | englische Motorradrennfahrerin                                                                          | 86    |       |
| 17. Juli | Dominick V. Daniels                 | US-amerikanischer Politiker                                                                             | 78    |       |
| 17. Juli | Jörg Fauser                         | deutscher Schriftsteller und Journalist                                                                 | 43    |       |
| 17. Juli | Louis-Séverin Haller                | französisch-schweizerischer Ordensgeistlicher, Abt der Abtei Saint-Maurice, Bischof                     | 92    |       |
| 17. Juli | Howard McGhee                       | US-amerikanischer Jazz-Trompeter                                                                        | 69    |       |
| 17. Juli | Kristjan Palusalu                   | estnischer Ringer                                                                                       | 79    |       |
| 17. Juli | Paul Seltenhammer                   | österreichischer Graphiker und Kostümbildner                                                            | 83    |       |
| 17. Juli | Karl Wezler                         | deutscher Physiologe und Hochschullehrer                                                                | 87    |       |
| 17. Juli | Yūjirō Ishihara                     | japanischer Filmschauspieler und Sänger                                                                 | 52    |       |
| 18. Juli | Carl Bamberger                      | österreichisch-amerikanischer Dirigent                                                                  | 85    |       |
| 18. Juli | Gilberto Freyre                     | brasilianischer Soziologe und Anthropologe                                                              | 87    |       |
| 18. Juli | Arne Torgersen                      | norwegischer, später US-amerikanischer UN-Hochkommissar                                                 | 77    |       |
| 19. Juli | Willy Hanft                         | deutscher Maler                                                                                         | 98    |       |
| 19. Juli | Franz Hechenblaickner               | österreichischer Politiker (SPÖ), Landtagsabgeordneter                                                  | 90    |       |
| 19. Juli | Hermann Jahn                        | deutscher Lehrer, Ornithologe und Mykologe                                                              | 75    |       |
| 19. Juli | Hans-Dietrich Möller                | deutscher Ingenieurwissenschaftler und Politiker (NDPD), MdV                                            | 59    |       |
| 19. Juli | Arrigo Pelliccia                    | italienischer Violinist, Violist und Musikpädagoge                                                      | 75    |       |
| 19. Juli | Heinrich Otto Schröder              | deutscher Klassischer Philologe                                                                         | 81    |       |
| 20. Juli | Enzo Battaglia                      | italienischer Regisseur und Drehbuchautor                                                               | 51    |       |
| 20. Juli | Richard Egan                        | US-amerikanischer Filmschauspieler und Stuntman                                                         | 65    |       |
| 20. Juli | Charles Huguenot van der Linden     | niederländischer Filmproduzent und -regisseur                                                           | 78    |       |
| 20. Juli | Rolf Kaulfersch                     | deutscher Politiker (NDPD)                                                                              | 67    |       |
| 20. Juli | Denis J. O’Sullivan                 | irischer Politiker (Fine Gael)                                                                          | 69    |       |
| 20. Juli | Volodja Peer                        | jugoslawischer Schauspieler                                                                             | 55    |       |
| 20. Juli | Johann Waltner                      | österreichischer Politiker (ÖVP), Landesrat in Niederösterreich                                         | 87    |       |
| 21. Juli | Curt Bergsten                       | schwedischer Fußballspieler                                                                             | 75    |       |
| 21. Juli | Donald R. Cressey                   | US-amerikanischer Soziologe und Kriminologe                                                             | 68    |       |
| 21. Juli | Burke Trend, Baron Trend            | britischer Regierungsbeamter und Universitätsrektor                                                     | 73    |       |
| 22. Juli | Adele Comandini                     | US-amerikanische Drehbuchautorin italienischer Abstammung                                               | 89    |       |
| 22. Juli | Maud Cunitz                         | deutsche Opern-, Operetten-, Lied- und Konzertsängerin in der Stimmlage Sopran                          | 76    |       |
| 22. Juli | Fahrettin Kerim Gökay               | türkischer Mediziner und Politiker                                                                      | 87    |       |
| 22. Juli | Mary Cover Jones                    | US-amerikanische Psychologin, Pionierin Verhaltenstherapie                                              | 90    |       |
| 22. Juli | C. B. Macpherson                    | kanadischer Politikwissenschaftler                                                                      | 75    |       |
| 22. Juli | Andrea Miano                        | italienischer Dokumentarfilmer, Filmregisseur, Drehbuchautor und Schauspieler                           | 78    |       |
| 22. Juli | Nick Perls                          | US-amerikanischer Musikproduzent, Gründer und Eigentümer von Yazoo Records and Blue Goose Records       | 45    |       |
| 22. Juli | Werner Reinowski                    | deutscher Schriftsteller                                                                                | 78    |       |
| 22. Juli | Usui Yoshimi                        | japanischer Schriftsteller, Kritiker und Übersetzer                                                     | 82    |       |
| 23. Juli | Herbert Benedikt                    | österreichischer Maler und Graphiker                                                                    | 61    |       |
| 23. Juli | Gerold Benz                         | deutscher Journalist und Politiker (CDU), MdB                                                           | 66    |       |
| 23. Juli | Art Jarrett                         | US-amerikanischer Sänger, Schauspieler und Big-Band-Leader im Bereich des Swing und der Populären Musik | 80    |       |
| 23. Juli | Herbert Meyer                       | US-amerikanischer Chemiker und Filmtechniker                                                            |       |       |
| 23. Juli | Tsegmidiin Namsraidschaw            | mongolischer Komponist                                                                                  | 61    |       |
| 23. Juli | Song Dok-ki                         | koreanischer Taekgyeon-Meister                                                                          | 94    |       |
| 23. Juli | Georg Wellhausen                    | deutscher Architekt                                                                                     | 89    |       |
| 24. Juli | Anna-Eva Bergman                    | norwegische Malerin                                                                                     | 78    |       |
| 24. Juli | John Anthony Kelly                  | australischer Geistlicher                                                                               | 71    |       |
| 24. Juli | Willi Milkereit                     | deutscher Politiker (GB/BHE), MdL                                                                       | 76    |       |
| 24. Juli | Dick Wellstood                      | US-amerikanischer Jazz-Pianist                                                                          | 59    |       |
| 25. Juli | Malcolm Baldrige                    | US-amerikanischer Unternehmer, Politiker und Manager                                                    | 64    |       |
| 25. Juli | Carlo Bronne                        | belgischer Schriftsteller und Jurist                                                                    | 86    |       |
| 25. Juli | Charles Stark Draper                | US-amerikanischer Ingenieur                                                                             | 85    |       |
| 25. Juli | Werner Hamel                        | deutscher Hockeyspieler                                                                                 | 76    |       |
| 25. Juli | Hannes Jähn                         | deutscher Grafikdesigner und Hochschullehrer                                                            | 53    |       |
| 25. Juli | Fritz Lange                         | deutscher Physiker                                                                                      | 87    |       |
| 26. Juli | Herbert Helbig                      | deutscher Historiker                                                                                    | 77    |       |
| 26. Juli | Joe Liggins                         | US-amerikanischer Jazz- und Blues-Pianist                                                               | 72    |       |
| 26. Juli | Franz Loidl                         | österreichischer Theologe und Autor                                                                     | 82    |       |
| 26. Juli | Wladimir Gennadjewitsch Sprindschuk | sowjetischer Mathematiker                                                                               | 51    |       |
| 26. Juli | Anton Stephan                       | österreichischer Politiker                                                                              | 77    |       |
| 26. Juli | Hugh Callingham Wheeler             | britischer Schriftsteller                                                                               | 75    |       |
| 27. Juli | Leopold Grill                       | österreichischer Zisterzienser und Ordenshistoriker                                                     | 84    |       |
| 27. Juli | George Julius Gulack                | US-amerikanischer Turner                                                                                | 82    |       |
| 27. Juli | Ioan Ioniță                         | rumänischer Politiker und General der Armata Română                                                     | 63    |       |
| 27. Juli | Heinrich Jordt                      | deutscher Konteradmiral der Volksmarine                                                                 | 69    |       |
| 27. Juli | Jan Mikusiński                      | polnischer Mathematiker                                                                                 | 74    |       |
| 28. Juli | Dmitri Alexandrowitsch Bilenkin     | sowjetischer Geochemiker und Schriftsteller                                                             | 53    |       |
| 28. Juli | Arthur Bressan                      | US-amerikanischer Filmregisseur und Filmproduzent                                                       | 44    |       |
| 28. Juli | James Burnham                       | US-amerikanischer Soziologe und Intellektueller                                                         | 81    |       |
| 28. Juli | Ulrich Feßler                       | österreichischer Architekt                                                                              | 52    |       |
| 28. Juli | Georg Grosch                        | deutscher Politiker (SPD), MdL Bayern                                                                   | 80    |       |
| 28. Juli | Karl-Heinz Müller                   | deutscher Politiker (SED), Oberbürgermeister der Stadt Leipzig                                          | 68    |       |
| 28. Juli | Jack Renshaw                        | australischer Politiker                                                                                 | 77    |       |
| 28. Juli | Hans Ziemer                         | deutscher Politiker (NSDAP, CDU), MdL, katholischer Arbeitersekretär                                    | 67    |       |
| 29. Juli | Ottorino Gentilucci                 | italienischer Komponist und Musikwissenschaftler                                                        | 76    |       |
| 30. Juli | Andrei Bărbulescu                   | rumänischer Fußballspieler                                                                              | 77    |       |
| 30. Juli | Peter Friedrich                     | deutscher Architekt und Mathematiker                                                                    | 85    |       |
| 30. Juli | Horst Pracejus                      | deutscher Chemiker                                                                                      | 59    |       |
| 30. Juli | Albert Schilling                    | Schweizer Bildhauer                                                                                     | 83    |       |
| 30. Juli | Filomena Spagnuolo                  | italoamerikanische Schauspielerin                                                                       | 83    |       |
| 30. Juli | Michel Tapié                        | französischer Kunstkritiker, Ausstellungskurator und Kunsttheoretiker                                   | 78    |       |
| Juli     | Georg Miesgang                      | deutscher Jurist und Kommunalpolitiker (CSU)                                                            | 67    |       |
| Juli     | Joe Mondragon                       | US-amerikanischer Bassist des Modern Jazz                                                               | 67    |       |
| Juli     | Ted Moore                           | südafrikanischer Kameramann                                                                             | 72    |       |
| Juli     | Pak Yung-sun                        | nordkoreanische Tischtennisspielerin                                                                    | 30    |       |

## August
| Tag        | Name                                      | Beruf, bekannt als                                                                                 | Alter | Beleg |
| ---------- | ----------------------------------------- | -------------------------------------------------------------------------------------------------- | ----- | ----- |
| 1. August  | Amilcare Canevari                         | italienischer Ruderer                                                                              | 82    |       |
| 1. August  | Abu Sayeed Chowdhury                      | bangladeschischer Politiker, Staatspräsident von Bangladesch                                       | 66    |       |
| 1. August  | Kurt Deckert                              | deutscher Ichthyologe                                                                              | 80    |       |
| 1. August  | Edith Heischkel-Artelt                    | deutsche Medizinhistorikerin                                                                       | 81    |       |
| 1. August  | Pola Negri                                | polnisch-amerikanische Schauspielerin der Stummfilmzeit                                            | 90    |       |
| 1. August  | Evelyn Nelson                             | kanadische Mathematikerin                                                                          | 43    |       |
| 1. August  | Alois Pfeiffer                            | deutscher Politiker (SPD) und Gewerkschafter                                                       | 62    |       |
| 1. August  | Jean Rounault                             | rumänisch-deutscher Schriftsteller                                                                 | 77    |       |
| 1. August  | Wilhelm Spicher                           | deutscher Politiker (KPD), MdR, MdL                                                                | 88    |       |
| 1. August  | Egon Weiner                               | austroamerikanischer Bildhauer                                                                     | 81    |       |
| 2. August  | Aileen Meagher                            | kanadische Leichtathletin                                                                          | 76    |       |
| 2. August  | Adolf Schön                               | deutscher Radrennfahrer                                                                            | 81    |       |
| 3. August  | Marcel Brelot                             | französischer Mathematiker                                                                         | 83    |       |
| 3. August  | Joseph Desch                              | US-amerikanischer Kryptologe                                                                       | 80    |       |
| 3. August  | Heinz Dunkhase                            | deutscher Regisseur                                                                                | 58    |       |
| 3. August  | Walter Grösser                            | deutscher Fernmeldetechniker                                                                       | 95    |       |
| 3. August  | Bruno Heusinger                           | deutscher Jurist, Präsident des Bundesgerichtshofs                                                 | 87    |       |
| 3. August  | Karl Hoppe                                | deutscher Motorradrennfahrer                                                                       | 64    |       |
| 3. August  | William S. Moorhead                       | US-amerikanischer Politiker                                                                        | 64    |       |
| 3. August  | Iwan Mykolajtschuk                        | ukrainischer Schauspieler, Regisseur und Drehbuchautor                                             | 47    |       |
| 3. August  | Bert Niosi                                | kanadischer Bandleader, Klarinettist, Saxophonist und Komponist                                    | 78    |       |
| 3. August  | Carlo Ludovico Ragghianti                 | italienischer Kunsthistoriker und Kunstkritiker                                                    | 77    |       |
| 4. August  | Hanns Aderhold                            | deutscher Wasserspringer                                                                           | 68    |       |
| 4. August  | Robert Johannes Classen                   | deutscher Astronom und Begründer der Sternwarte Pulsnitz                                           | 78    |       |
| 4. August  | Karl Frey                                 | deutscher Lehrer und Geschäftsmann, Senator der Südafrikanischen Union                             | 100   |       |
| 4. August  | Jesse M. Unruh                            | US-amerikanischer Politiker                                                                        | 64    |       |
| 4. August  | Roberto Wis                               | italienischer Romanist und Lexikograf                                                              | 78    |       |
| 4. August  | John W. Wydler                            | US-amerikanischer Jurist und Politiker                                                             | 63    |       |
| 5. August  | Grete Albrecht                            | deutsche Neurologin, Psychotherapeutin und Präsidentin des Deutschen Ärztinnenbundes               | 93    |       |
| 5. August  | Georg Gaßmann                             | deutscher Politiker (SPD), MdL, Oberbürgermeister von Marburg                                      | 77    |       |
| 5. August  | Estelle Henderson Kelso                   | US-amerikanische Ornithologin und Botanikerin                                                      | 76    |       |
| 5. August  | Liu Renjing                               | chinesischer Politiker                                                                             | 85    |       |
| 5. August  | Zygmunt Mycielski                         | polnischer Komponist                                                                               | 79    |       |
| 5. August  | Shibusawa Tatsuhiko                       | japanischer Schriftsteller, Übersetzer und Literaturkritiker                                       | 59    |       |
| 6. August  | Ira C. Eaker                              | US-amerikanischer Luftwaffengeneral                                                                | 91    |       |
| 06. August | Georges Krotoff                           | französischer Leichtathlet                                                                         | 81    |       |
| 6. August  | Léon Noël                                 | französischer Politiker und Botschafter                                                            | 99    |       |
| 6. August  | Peter L. Reichertz                        | deutscher Mediziner, Medizininformatiker und Hochschullehrer                                       | 56    |       |
| 6. August  | Lena Küchler-Silberman                    | Akteurin des Jüdischen Widerstands gegen den Nationalsozialismus in Polen                          | 77    |       |
| 6. August  | Fritz Traskowski                          | deutscher kommunistischer Widerstandskämpfer und VVN-Aktivist                                      | 78    |       |
| 7. August  | Alois Alzheimer                           | deutscher Versicherungsmanager                                                                     | 85    |       |
| 7. August  | Jeanne Boitel                             | französische Schauspielerin                                                                        | 83    |       |
| 7. August  | Camille Chamoun                           | libanesischer Staatspräsident                                                                      | 87    |       |
| 7. August  | Wolodymyr Flys                            | ukrainisch-sowjetischer Komponist                                                                  | 63    |       |
| 7. August  | Magda Kelber                              | deutsche Quäkerin, Philanthropin, Sozialarbeiterin und Sozialpädagogin                             | 79    |       |
| 7. August  | Otto Keppe                                | estnischer Architekt                                                                               | 84    |       |
| 7. August  | Kishi Nobusuke                            | 37. Premierminister von Japan                                                                      | 90    |       |
| 7. August  | Silvan Nussbaumer                         | Schweizer Politiker                                                                                | 66    |       |
| 7. August  | Vibeke Møller                             | dänische Schwimmerin                                                                               | 82    |       |
| 7. August  | Anatoli Dmitrijewitsch Papanow            | russischer Schauspieler                                                                            | 64    |       |
| 7. August  | Elisabeth Scheidel                        | deutsche Pädagogin und Widerstandskämpferin gegen den Nationalsozialismus                          | 104   |       |
| 7. August  | Manfred Schubert                          | deutscher Verfahrenstechniker, MdV                                                                 | 57    |       |
| 7. August  | Alfred Otto Schwede                       | deutscher Schriftsteller und Übersetzer                                                            | 72    |       |
| 8. August  | Benny Barnes                              | US-amerikanischer Country-Musiker                                                                  | 51    |       |
| 8. August  | Danilo Blanuša                            | jugoslawischer Mathematiker, Physiker und Ingenieur                                                | 83    |       |
| 8. August  | Hans Milch                                | deutscher katholischer Theologe, Gründer der actio spes unica                                      | 63    |       |
| 8. August  | Hans Weber                                | deutscher Schriftsteller                                                                           | 50    |       |
| 9. August  | Jutta Balk                                | deutsche Malerin, Puppengestalterin und Mitbegründerin des städtischen Puppentheaters Magdeburg    | 85    |       |
| 9. August  | Hermann Ellern                            | deutsch-israelischer Bankier                                                                       | 94    |       |
| 9. August  | Leon Keyserling                           | US-amerikanischer Ökonom                                                                           | 79    |       |
| 9. August  | Marija Kon                                | jugoslawische Germanistin                                                                          | 93    |       |
| 9. August  | Erwin Lochmatter                          | Schweizer Unternehmer, Bergsteiger, Ski- und Bergführer                                            | 75    |       |
| 9. August  | Stefan Springschitz                       | österreichischer Baupolier und Politiker (SPÖ), Landtagsabgeordneter, Abgeordneter zum Nationalrat | 92    |       |
| 9. August  | Robert Weisz                              | österreichischer Politiker (SPÖ), Landtagsabgeordneter, Abgeordneter zum Nationalrat               | 77    |       |
| 10. August | Giorgos Athanasiadis-Novas                | griechischer Politiker und Ministerpräsident                                                       | 94    |       |
| 10. August | Ilse Blumenthal-Weiss                     | deutschsprachige Lyrikerin                                                                         | 87    |       |
| 10. August | Calvin Culver                             | US-amerikanischer Schauspieler und Pornodarsteller                                                 | 43    |       |
| 10. August | Edmund Germer                             | deutscher Erfinder                                                                                 | 85    |       |
| 10. August | Werner Lichtner-Aix                       | deutscher Maler und Grafiker                                                                       | 48    |       |
| 10. August | Jean Masse                                | französischer Politiker, Mitglied der Nationalversammlung                                          | 76    |       |
| 10. August | Karl Ludwig Nißler                        | deutscher Kinderarzt und Rektor der Medizinischen Akademie Magdeburg                               | 79    |       |
| 10. August | Patrick Aloysius O’Boyle                  | US-amerikanischer Geistlicher, Erzbischof von Washington und Kardinal                              | 91    |       |
| 11. August | Walter Herrmann                           | deutscher Physiker                                                                                 | 76    |       |
| 11. August | Rudolf Lenhartz                           | deutscher Manager                                                                                  | 62    |       |
| 11. August | Michail Fedotowitsch Owsjannikow          | sowjetischer Philosoph                                                                             | 71    |       |
| 11. August | Antonio José Plaza                        | argentinischer Geistlicher, Erzbischof von La Plata                                                | 77    |       |
| 11. August | Kurt Seelmann                             | deutscher Pädagoge, Psychotherapeut und Vertreter der Individualpsychologie                        | 87    |       |
| 11. August | Alexander Ziegler                         | Schweizer Schauspieler, Publizist und Schriftsteller                                               | 43    |       |
| 12. August | Hans Frank                                | österreichischer Fotograf und Sammler                                                              | 79    |       |
| 12. August | Lena Ohnesorge                            | deutsche Politikerin (GB/BHE, CDU), MdL, Landesministerin in Schleswig-Holstein                    | 89    |       |
| 13. August | Philipp Dinkel                            | deutscher NS-Funktionär und Politiker                                                              | 92    |       |
| 13. August | Jimmy Jungermann                          | deutscher Radiomoderator                                                                           | 72    |       |
| 13. August | Annelise Kretschmer                       | deutsche Fotografin                                                                                | 84    |       |
| 14. August | Wolfgang Bergold                          | deutscher Widerstandskämpfer, Politiker (KPD/SED) und Diplomat                                     | 74    |       |
| 14. August | Anders Bolinder                           | schwedisch-schweizerischer Bergsteiger und Alpin-Chronist                                          | 63    |       |
| 14. August | Sydney Bromley                            | britischer Schauspieler                                                                            | 78    |       |
| 14. August | Giovanni Delago                           | italienischer Skilangläufer                                                                        | 84    |       |
| 14. August | Bernard Fagg                              | britischer Archäologe und Museumskurator                                                           | 71    |       |
| 14. August | Albert Mayaud                             | französischer Schwimmer und Wasserballspieler                                                      | 88    |       |
| 14. August | Vincent Persichetti                       | US-amerikanischer Komponist, Musikpädagoge und Dirigent                                            | 72    |       |
| 15. August | George Mikes                              | britischer Schriftsteller ungarischer Herkunft                                                     | 75    |       |
| 15. August | Weniamin Petrowitsch Netschajew           | sowjetischer Musiker (Gitarrist) und Filmschauspieler                                              | 72    |       |
| 15. August | Ubaldo Ragona                             | italienischer Filmregisseur                                                                        | 70    |       |
| 16. August | Johannes Barnick                          | deutscher Schriftsteller, Philosoph und Privatgelehrter                                            | 71    |       |
| 16. August | Arthur Grundmann                          | deutscher Politiker (FDP), MdB                                                                     | 67    |       |
| 16. August | Willy Irlinger                            | deutscher Politiker (SPD), MdL                                                                     | 72    |       |
| 16. August | Kurt Lorenz                               | deutscher Künstler und Karikaturist                                                                | 73    |       |
| 16. August | Andrei Alexandrowitsch Mironow            | russischer Filmschauspieler                                                                        | 46    |       |
| 16. August | Antonino Pinci                            | italienischer Geistlicher, römisch-katholischer Erzbischof und Diplomat des Heiligen Stuhls        | 75    |       |
| 17. August | Carlos Drummond de Andrade                | brasilianischer Lyriker                                                                            | 84    |       |
| 17. August | Frank Beswick, Baron Beswick              | britischer Politiker, Mitglied des House of Commons                                                | 75    |       |
| 17. August | Clarence Brown                            | US-amerikanischer Filmregisseur und Filmproduzent                                                  | 97    |       |
| 17. August | Mihail Davidoglu                          | rumänischer Dramatiker                                                                             | 76    |       |
| 17. August | Petru Enache                              | rumänischer Politiker (PCR)                                                                        | 53    |       |
| 17. August | Rudolf Heß                                | deutscher Politiker (NSDAP), MdR, Stellvertreter Hitlers                                           | 93    |       |
| 17. August | Mac Kac                                   | französischer Jazz-Schlagzeuger                                                                    | 67    |       |
| 17. August | Shai K. Ophir                             | israelischer Schauspieler                                                                          | 57    |       |
| 17. August | Robert Weber                              | deutscher Politiker (SPD), Heidelberger Oberbürgermeister (1958–1966)                              | 81    |       |
| 17. August | Rachela Zelmanowicz                       | polnische Musikerin und Überlebende des Holocaust                                                  | 65    |       |
| 18. August | Fukazawa Shichirō                         | japanischer Schriftsteller                                                                         | 73    |       |
| 18. August | Helmuth Kienast                           | deutscher Marineoffizier, zuletzt Konteradmiral im Zweiten Weltkrieg                               | 95    |       |
| 18. August | Hans-Klaus Langer                         | deutscher Komponist                                                                                | 83    |       |
| 18. August | Dambudzo Marechera                        | simbabwischer Schriftsteller und Dichter                                                           | 35    |       |
| 18. August | Carola Rosenberg-Blume                    | deutsche Erwachsenenbildnerin der Weimarer Zeit                                                    | 88    |       |
| 18. August | Erwin Schneider                           | österreichischer Bergsteiger und Kartograph                                                        | 81    |       |
| 19. August | Walter Blumer                             | Schweizer Vermessungsingenieur, Kartograf und Kartensammler                                        | 99    |       |
| 19. August | Fridolin Gallati                          | Schweizer Unternehmer                                                                              | 102   |       |
| 19. August | Kiomars Javadi                            | iranischer Bürger                                                                                  |       |       |
| 19. August | Margot Moles                              | spanische Skirennläuferin                                                                          | 76    |       |
| 19. August | Hayden Rorke                              | US-amerikanischer Schauspieler                                                                     | 76    |       |
| 19. August | Karl Rössing                              | österreichischer Grafiker und Buchillustrator                                                      | 89    |       |
| 19. August | Paul Schlack                              | deutscher Chemiker                                                                                 | 89    |       |
| 19. August | Harold Sherman                            | US-amerikanischer Schriftsteller                                                                   | 89    |       |
| 19. August | Ydnekachew Tessema                        | äthiopischer Fußballspieler, -trainer und -funktionär                                              | 65    |       |
| 20. August | José María Bueno y Monreal                | spanischer Geistlicher; Erzbischof von Sevilla und Kardinal                                        | 82    |       |
| 20. August | Stanley Cramp                             | britischer Verwaltungsbeamter und Ornithologe                                                      | 73    |       |
| 20. August | Julián Gorkin                             | spanischer Revolutionär und Schriftsteller                                                         | 86    |       |
| 20. August | Richard Husmann                           | tschechischer Schriftsteller                                                                       | 64    |       |
| 20. August | Richard Saunders                          | bermudischer Fotograf                                                                              | 65    |       |
| 21. August | Werner Blessing                           | deutscher Bankmanager                                                                              | 56    |       |
| 21. August | Bombolo                                   | italienischer Komiker                                                                              | 56    |       |
| 21. August | Steve Davis                               | US-amerikanischer Jazzbassist                                                                      |       |       |
| 21. August | Josef Ganglberger                         | österreichischer Politiker (ÖVP), oberösterreichischer Landtagsabgeordneter                        | 76    |       |
| 21. August | Angelo Francesco Lavagnino                | italienischer Filmkomponist                                                                        | 78    |       |
| 21. August | Hem Schüppel                              | deutscher bildender Künstler und Lyriker                                                           | 64    |       |
| 21. August | István Szerdahelyi                        | ungarischer Slawist, Lexikograf, Interlinguist, Esperantist und Esperantologe                      | 63    |       |
| 22. August | Helmut Allardt                            | deutscher Diplomat und Botschafter                                                                 | 80    |       |
| 22. August | Carlos Atlagic                            | chilenischer Fußballspieler                                                                        | 71    |       |
| 22. August | Arne Brustad                              | norwegischer Fußballspieler                                                                        | 75    |       |
| 22. August | Imre Reiner                               | ungarisch-schweizerischer Maler, Grafiker und Typograf                                             | 87    |       |
| 23. August | Siegfried Borris                          | deutscher Komponist, Musikwissenschaftler und Musikpädagoge                                        | 80    |       |
| 23. August | Thomas D’Alesandro                        | US-amerikanischer Politiker                                                                        | 84    |       |
| 23. August | Didier Pironi                             | französischer Autorennfahrer                                                                       | 35    |       |
| 23. August | Stephanos I. Sidarouss                    | ägyptischer Geistlicher, Patriarch von Alexandria und Kardinal                                     | 83    |       |
| 24. August | Boris Cazacu                              | rumänischer Romanist und Rumänist                                                                  | 68    |       |
| 24. August | Kurt Dübbers                              | deutscher Architekt und Hochschullehrer                                                            | 81    |       |
| 24. August | Hans Fritsch                              | deutscher Leichtathlet                                                                             | 76    |       |
| 24. August | Bayard Rustin                             | US-amerikanischer Bürgerrechtler                                                                   | 75    |       |
| 24. August | Helene Weilen                             | österreichische Schriftstellerin                                                                   | 89    |       |
| 25. August | Erik Arnberger                            | österreichischer Kartograf                                                                         | 70    |       |
| 25. August | Siegfried Fornaçon                        | deutscher evangelischer Theologe und Schiffshistoriker                                             | 77    |       |
| 25. August | Otto Höfler                               | österreichischer Germanist                                                                         | 86    |       |
| 25. August | Roger Houdet                              | französischer Politiker                                                                            | 88    |       |
| 25. August | Richard Sander                            | deutscher Maler                                                                                    | 81    |       |
| 25. August | Frank Staniford                           | australischer Politiker                                                                            | 94    |       |
| 25. August | Willi Weyer                               | deutscher Politiker (FDP), MdL, MdB, Sportfunktionär                                               | 70    |       |
| 26. August | Heribert Apfalter                         | österreichischer Industriemanager                                                                  | 61    |       |
| 26. August | Alexandru Borbely                         | rumänischer Fußballspieler und -trainer                                                            | 76    |       |
| 26. August | Hans Olde der Jüngere                     | deutscher Maler und Grafiker                                                                       | 91    |       |
| 26. August | Alberto Socarras                          | kubanisch-US-amerikanischer Jazz- und Latin-Flötist                                                | 78    |       |
| 26. August | Georg Wittig                              | deutscher Chemiker, Nobelpreis für Chemie 1979                                                     | 90    |       |
| 27. August | Ben Branch                                | US-amerikanischer Saxophonist                                                                      | 59    |       |
| 27. August | Scott La Rock                             | US-amerikanischer Hip-Hop-DJ und Produzent                                                         | 25    |       |
| 27. August | Peter Mehringer                           | US-amerikanischer Ringer                                                                           | 77    |       |
| 27. August | Gerhard Puchelt                           | deutscher Pianist                                                                                  | 74    |       |
| 27. August | Aleksanteri Toivola                       | finnischer Ringer                                                                                  | 94    |       |
| 27. August | Fritz Wehrli                              | Schweizer Gräzist                                                                                  | 85    |       |
| 28. August | Maria Axt                                 | deutsche Synchronsprecherin, Schauspielerin und Kinderbuchautorin                                  | 61    |       |
| 28. August | Ewart Bartley                             | kanadischer Organist, Chorleiter, Musikpädagoge und Komponist                                      | 78    |       |
| 28. August | Minnie Maria Dronke                       | deutsche Schauspielerin                                                                            | 83    |       |
| 28. August | John Huston                               | US-amerikanischer Filmregisseur, Drehbuchautor und Schauspieler                                    | 81    |       |
| 28. August | Udo Kraus                                 | deutscher Politiker                                                                                | 63    |       |
| 28. August | Robert Reimann                            | Schweizer Politiker (CVP)                                                                          | 75    |       |
| 28. August | Harold Samuel, Baron Samuel of Wych Cross | britischer Politiker                                                                               | 75    |       |
| 28. August | Pierre Dale Selby                         | US-amerikanischer Mörder                                                                           |       |       |
| 29. August | Nadschi al-Ali                            | palästinensischer Cartoonist                                                                       |       |       |
| 29. August | Karl Dinklage                             | deutscher Archivar, Historiker und Konservator                                                     | 79    |       |
| 29. August | Hans Eidenbenz                            | Schweizer Skisportler                                                                              | 87    |       |
| 29. August | Bernadene Hayes                           | US-amerikanische Schauspielerin                                                                    | 84    |       |
| 29. August | Lee Marvin                                | US-amerikanischer Schauspieler                                                                     | 63    |       |
| 29. August | Gerd Meyer                                | deutscher Maler                                                                                    | 92    |       |
| 29. August | Josef Molzer                              | österreichischer Fußballspieler und -trainer                                                       | 81    |       |
| 29. August | John Russell Napier                       | britischer Arzt, Zoologe, Paläoanthropologe und einer der Begründer der modernen Primatologie      | 70    |       |
| 29. August | Phillip Smith                             | US-amerikanischer Ingenieur                                                                        | 82    |       |
| 30. August | Wade H. McCree                            | US-amerikanischer Jurist, Richter und United States Solicitor General                              | 67    |       |
| 30. August | Heinrich Christian Meier                  | deutscher Schriftsteller, Künstler und Astrologe                                                   | 82    |       |
| 30. August | Jacoba Stelma                             | niederländische Turnerin                                                                           | 80    |       |
| 31. August | Michał Maksymilian Borwicz                | polnisch-französischer Holocaustforscher                                                           | 75    |       |
| 31. August | Hans Eisenmann                            | bayerischer Politiker (CSU), MdL                                                                   | 64    |       |
| 31. August | Rosário Farâni Mansur Guérios             | brasilianischer Romanist, Lusitanist, Linguist und Lexikograf                                      | 79    |       |
| 31. August | Szilárd Kun                               | ungarischer Sportschütze                                                                           | 52    |       |
| 31. August | Louis La Ravoire Morrow                   | US-amerikanischer Ordenspriester, Missionar und römisch-katholischer Bischof                       | 94    |       |
| August     | Franz Dübbers                             | deutscher Boxer                                                                                    | 79    |       |

## September
| Tag           | Name                                | Beruf, bekannt als                                                                                            | Alter | Beleg |
| ------------- | ----------------------------------- | --- | ----- | ----- |
| 1. September  | Wilhelm Bachmann                    | deutscher Politiker (SPD), MdL                                                                                | 62    |       |
| 1. September  | Gerhard Fieseler                    | deutscher Industrieller, Nationalsozialist, Flugzeugkonstrukteur, Kunst- und Jagdflieger                      | 91    |       |
| 1. September  | Arnaldo Momigliano                  | italienischer Althistoriker                                                                                   | 78    |       |
| 1. September  | Hertha Peters                       | deutsche Kommunalpolitikerin                                                                                  | 82    |       |
| 1. September  | Waldo Riva                          | Schweizer Jurist und Politiker                                                                                | 82    |       |
| 1. September  | Maria Veronika Rubatscher           | österreichische Schriftstellerin                                                                              | 87    |       |
| 1. September  | Alfredo Saint Jean                  | argentinischer General                                                                                        | 60    |       |
| 1. September  | Thomas Robert Soderstrom            | US-amerikanischer Botaniker                                                                                   | 51    |       |
| 2. September  | William Borm                        | deutscher Politiker (DVP, LDP, FDP, LD), MdA, MdB, DDR-Agent                                                  | 92    |       |
| 2. September  | Anton Slupetzky                     | österreichischer Unternehmer, SA-Mitglied, Kriegsverbrecher                                                   | 88    |       |
| 2. September  | Maxim Vallentin                     | deutscher Schauspieler, Theaterregisseur, SED-ZK-Mitglied und Leiter des Berliner Maxim-Gorki-Theaters        | 82    |       |
| 3. September  | Morton Feldman                      | US-amerikanischer Komponist                                                                                   | 61    |       |
| 3. September  | Clemens Herbermann                  | deutscher Journalist, Redakteur und Herausgeber                                                               | 77    |       |
| 3. September  | Karl Hochstöger                     | österreichischer Bezirkshauptmann von Landeck und Apotheker                                                   | 86    |       |
| 3. September  | Günther Huster                      | deutscher Schauspieler und Theaterdirektor in Bremen                                                          | 75    |       |
| 3. September  | Anna Kussatz                        | deutsche Politikerin (SPD), Mitglied der Stadtverordnetenversammlung von Groß-Berlin                          | 80    |       |
| 3. September  | Alexander Nadiradse                 | sowjetischer Raketeningenieur                                                                                 | 73    |       |
| 3. September  | Wiktor Platonowitsch Nekrassow      | sowjetischer Kriegsschriftsteller                                                                             | 76    |       |
| 3. September  | Helene Potetz                       | österreichische Politikerin (SPÖ), Landtagsabgeordnete                                                        | 85    |       |
| 4. September  | Walther Abel                        | deutscher Klassischer Philologe                                                                               | 80    |       |
| 4. September  | Juri Borissowitsch Jelagin          | russischer Musiker und Schriftsteller                                                                         | 77    |       |
| 4. September  | Roop Kanwar                         | indische Frau, Opfer einer Witwenverbrennung in Indien                                                        | 18    |       |
| 4. September  | Hans von Lehndorff                  | deutscher Chirurg und Schriftsteller                                                                          | 77    |       |
| 4. September  | Richard Marquand                    | britischer Filmregisseur, Drehbuchautor und Filmproduzent                                                     | 49    |       |
| 5. September  | Wolfgang Fortner                    | deutscher Komponist                                                                                           | 79    |       |
| 5. September  | René Hernández                      | kubanischer Pianist und Arrangeur                                                                             | 71    |       |
| 5. September  | Leonhard Holzberger                 | deutscher Kommunalpolitiker                                                                                   | 86    |       |
| 5. September  | Carl Jensen                         | deutscher Politiker (CDU), MdL                                                                                | 81    |       |
| 5. September  | Quinn Martin                        | US-amerikanischer Fernsehproduzent                                                                            | 65    |       |
| 5. September  | Karl Politz                         | deutscher Fußballspieler                                                                                      | 84    |       |
| 5. September  | Walter Schelenz                     | deutscher Bildhauer                                                                                           | 84    |       |
| 5. September  | Hellmuth von Ulmann                 | deutscher Organist, Dirigent, Komponist, Journalist und Schriftsteller                                        | 74    |       |
| 5. September  | Anna Lisa Wärnlöf                   | schwedische Schriftstellerin, Übersetzerin und Kolumnistin                                                    | 76    |       |
| 6. September  | Edith Dettmann                      | deutsche Malerin                                                                                              | 89    |       |
| 6. September  | Enrique de la Mata Gorostizaga      | spanischer Diplomat, Präsident der Liga der Rotkreuz- und Rothalbmond-Gesellschaften                          | 53    |       |
| 6. September  | Richard Schneider                   | deutscher römisch-katholischer Geistlicher, im KZ Dachau inhaftiert                                           | 94    |       |
| 6. September  | Theodor Sonnemann                   | deutscher Politiker                                                                                           | 87    |       |
| 7. September  | Gordon M. Gollob                    | österreichischer Luftwaffenoffizier und Jagdflieger                                                           | 75    |       |
| 7. September  | Paulus Lenz-Medoc                   | deutscher Philosoph, Germanist und Romanist                                                                   | 84    |       |
| 7. September  | Elisabeth Rothschuh                 | deutsche Kriminalpolizistin                                                                                   | 94    |       |
| 7. September  | Oskar Wiedenhofer                   | österreichischer Maler                                                                                        | 97    |       |
| 8. September  | Konrad Georg                        | deutscher Theater- und Filmschauspieler                                                                       | 72    |       |
| 8. September  | Klaus Immelmann                     | deutscher Verhaltensbiologe und Hochschullehrer                                                               | 52    |       |
| 8. September  | Roberto Tremelloni                  | italienischer Politiker, Mitglied der Camera dei deputati und Minister                                        | 86    |       |
| 9. September  | Albert Brettner                     | deutscher Benediktiner und Abt                                                                                | 59    |       |
| 9. September  | Gunnar de Frumerie                  | schwedischer Pianist und Komponist                                                                            | 79    |       |
| 9. September  | Adolphe Gutbub                      | französischer Ägyptologe                                                                                      | 72    |       |
| 9. September  | Gerrit Jan Heijn                    | niederländischer Geschäftsmann und Top-Manager                                                                | 56    |       |
| 9. September  | Vratislav Mazák                     | tschechoslowakischer Wissenschaftler und Zoologe                                                              | 50    |       |
| 9. September  | Caroline Nestmann Peck              | US-amerikanische Ägyptologin                                                                                  | 66    |       |
| 9. September  | Vera Schmiterlöw                    | schwedische Schauspielerin                                                                                    | 83    |       |
| 9. September  | Paul Joseph Schmitt                 | französischer Geistlicher, Bischof von Metz                                                                   | 76    |       |
| 9. September  | Fritz Wagner                        | Schweizer Fußballspieler                                                                                      | 73    |       |
| 10. September | Benjamin Howard Baker               | britischer Leichtathlet und Fußballspieler                                                                    | 95    |       |
| 10. September | Johannes Duntze                     | deutscher Verwaltungsjurist und Sozialpolitiker                                                               | 85    |       |
| 10. September | Otto Grot                           | deutscher Polizeidirektor und Kommandeur der Schutzpolizei                                                    | 82    |       |
| 10. September | Heinrich Jagusch                    | deutscher Jurist                                                                                              | 78    |       |
| 10. September | Werner Heinz Muche                  | deutscher Entomologe (Insektenkundler)                                                                        | 76    |       |
| 10. September | Johann Wildt                        | österreichischer Politiker (ÖVP), Landtagsabgeordneter                                                        | 50    |       |
| 11. September | Margot Büttner                      | deutsche Geologin, Naturschützerin und Mitbegründerin des Vereins Volksbund Naturschutz                       | 87    |       |
| 11. September | Walter Dietze                       | deutscher Germanist und Hochschullehrer in der DDR                                                            | 61    |       |
| 11. September | Ludovic Feldman                     | rumänischer Komponist                                                                                         | 94    |       |
| 11. September | Lorne Greene                        | kanadischer Schauspieler                                                                                      | 72    |       |
| 11. September | Walter Lochte-Holtgreven            | deutscher Experimentalphysiker und Hochschullehrer                                                            | 83    |       |
| 11. September | Hervey Rhodes, Baron Rhodes         | britischer Offizier, Politiker, Mitglied des House of Commons                                                 | 92    |       |
| 11. September | Reinhold Ritter                     | deutscher Zahnmediziner sowie Hochschullehrer                                                                 | 84    |       |
| 11. September | Fritz Seidenstücker                 | deutscher Kommunalpolitiker (USPD/SPD/KPD/SED)                                                                | 88    |       |
| 11. September | Väinö Sipilä                        | finnischer Langstreckenläufer                                                                                 | 89    |       |
| 11. September | Peter Tosh                          | jamaikanischer Sänger                                                                                         | 42    |       |
| 11. September | Mahadevi Varma                      | indische Hindi-Dichterin und Schriftstellerin                                                                 | 80    |       |
| 12. September | J. Lawton Collins                   | US-amerikanischer General; Korpskommandeur im Zweiten Weltkrieg; Chief of Staff of the Army                   | 91    |       |
| 12. September | William Dickson                     | britischer Offizier der RAF                                                                                   | 88    |       |
| 12. September | Noel Hyde                           | britischer Offizier der Luftstreitkräfte des Vereinigten Königreichs                                          | 76    |       |
| 12. September | Trude Krautheimer-Hess              | deutsch-amerikanische Kunsthistorikerin                                                                       | 85    |       |
| 12. September | Ernst Laaff                         | deutscher Musiker, Professor und Hochschulrektor                                                              | 83    |       |
| 12. September | Heinz Mehlan                        | deutscher Architekt                                                                                           | 60    |       |
| 12. September | John Qualen                         | kanadischer Theater- und Filmschauspieler norwegischer Herkunft                                               | 87    |       |
| 12. September | Friedrich Rennhofer                 | Theologe, Historiker, Bibliothekar                                                                            | 71    |       |
| 12. September | Jean Riesen                         | Schweizer Politiker und Staatsrat des Kantons Freiburg                                                        | 67    |       |
| 12. September | Max Rumpf                           | deutscher Jazz- und Unterhaltungsmusiker                                                                      | 81    |       |
| 12. September | Edwin Ziegfeld                      | US-amerikanischer Kunstpädagoge                                                                               | 82    |       |
| 13. September | Friedrich Gladenbeck                | deutscher Elektroingenieur                                                                                    | 87    |       |
| 13. September | Mervyn LeRoy                        | US-amerikanischer Filmregisseur und Filmproduzent                                                             | 86    |       |
| 13. September | Georg Vorhauer                      | deutscher Maler, Zeichner und Bildhauer                                                                       | 83    |       |
| 14. September | Octave Dayen                        | französischer Radrennfahrer und Weltmeister                                                                   | 81    |       |
| 14. September | Erik Lundberg                       | schwedischer Volkswirt und Ökonom                                                                             | 80    |       |
| 14. September | Henry Wrigley                       | australischer Air Vice Marshall                                                                               | 95    |       |
| 14. September | Louis Zwahlen                       | französischer Radrennfahrer                                                                                   | 84    |       |
| 15. September | Wilhelm Berlin                      | deutscher Offizier, General der Artillerie im Zweiten Weltkrieg                                               | 98    |       |
| 15. September | Thomas William Duncan               | US-amerikanischer Schriftsteller                                                                              | 82    |       |
| 15. September | Leon Hirszman                       | brasilianischer Regisseur des Cinema Novo                                                                     | 49    |       |
| 15. September | Joe Reisman                         | US-amerikanischer Musiker, Arrangeur und Produzent                                                            | 62    |       |
| 16. September | Ludwig Böer                         | deutscher Lehrer und Regionalhistoriker                                                                       | 86    |       |
| 16. September | Gerhard Engelmann                   | deutscher Geograph und Heimatforscher                                                                         | 92    |       |
| 16. September | Franz Rechnitzer                    | österreichischer Politiker (ÖVP), Landtagsabgeordneter im Burgenland                                          | 59    |       |
| 16. September | Christopher Soames                  | britischer Politiker                                                                                          | 66    |       |
| 16. September | Emil Tonutti                        | deutscher Anatom                                                                                              | 78    |       |
| 16. September | Christian Weißmantel                | deutscher Physiker                                                                                            | 55    |       |
| 17. September | Francis E. Dorn                     | US-amerikanischer Jurist und Politiker                                                                        | 76    |       |
| 17. September | Gert von Eynern                     | deutscher Wirtschaftswissenschaftler, Politikwissenschaftler und Hochschullehrer                              | 84    |       |
| 17. September | Alejandro Fernández Feo-Tinoco      | venezolanischer römisch-katholischer Geistlicher                                                              | 79    |       |
| 17. September | Mussa Gaisinowitsch Garejew         | sowjetischer Kampfpilot                                                                                       | 65    |       |
| 17. September | Josef Bohumil Herclík               | tschechischer Geigenbauer                                                                                     | 84    |       |
| 17. September | Dieter Schidor                      | deutscher Schauspieler                                                                                        | 39    |       |
| 17. September | Bradford Tracey                     | deutscher Pianist und Cembalist                                                                               | 36    |       |
| 18. September | Frederic Brenton Fitch              | US-amerikanischer Logiker                                                                                     | 79    |       |
| 18. September | Américo Tomás                       | portugiesischer Staatspräsident (1958–1974) und Admiral                                                       | 92    |       |
| 18. September | Jakob Trum                          | deutscher Bierbrauer und Senator (Bayern)                                                                     | 82    |       |
| 18. September | Ludwig Zimmerer                     | deutscher Journalist, Korrespondent der westdeutschen Medien in Polen                                         |       |       |
| 19. September | Stan Bevan                          | australischer Politiker (South Australia)                                                                     | 85    |       |
| 19. September | Einar Gerhardsen                    | norwegischer sozialdemokratischer Politiker                                                                   | 90    |       |
| 19. September | Ernst Grundemann-Falkenberg         | österreichischer Politiker (ÖVP), Abgeordneter zum Nationalrat, Mitglied des Bundesrates                      | 84    |       |
| 19. September | Milton Holmes                       | US-amerikanischer Drehbuchautor, Schauspieler und Filmproduzent                                               | 80    |       |
| 19. September | Liselotte Köster                    | deutsche Tänzerin                                                                                             | 76    |       |
| 19. September | Ralph Steinhauer                    | kanadischer Politiker                                                                                         | 82    |       |
| 20. September | Henk Albers                         | niederländischer Comiczeichner                                                                                | 60    |       |
| 20. September | Bruno Bernitz                       | deutscher Maler und Grafiker (DDR)                                                                            | 72    |       |
| 20. September | Rudolf Grill                        | österreichischer Geologe, Paläontologe und Stratigraph                                                        | 77    |       |
| 20. September | Karl Ulbrich                        | österreichischer Beamter, Geodät und Heimatforscher                                                           | 82    |       |
| 21. September | Aimo Aaltonen                       | finnischer kommunistischer Politiker, Mitglied des Reichstags                                                 | 80    |       |
| 21. September | Sven Andersson                      | schwedischer Sozialdemokrat, Mitglied des Riksdag und Minister                                                | 77    |       |
| 21. September | Elsa Oehme-Förster                  | deutsch-amerikanische Sopranistin und Filmschauspielerin                                                      | 87    |       |
| 21. September | Jaco Pastorius                      | US-amerikanischer Jazzmusiker und Komponist                                                                   | 35    |       |
| 21. September | Bep Turksma                         | niederländisches Mitglied des Widerstandes gegen die deutschen Besatzung der Niederlande im Zweiten Weltkrieg | 70    |       |
| 22. September | Hákun Djurhuus                      | färöischer Politiker der Volkspartei (Fólkaflokkurin)                                                         | 78    |       |
| 22. September | Fritz Eiberle                       | deutscher Fußballspieler                                                                                      | 83    |       |
| 22. September | H. R. Gross                         | US-amerikanischer Politiker                                                                                   | 88    |       |
| 22. September | Karl Hauff                          | deutscher Gewerkschafter und Politiker (SPD), MdL                                                             | 79    |       |
| 22. September | Guy Lloyd, 1. Baronet               | schottischer Politiker                                                                                        | 97    |       |
| 22. September | Norman Luboff                       | US-amerikanischer Komponist und Chorleiter                                                                    | 70    |       |
| 22. September | Pierre Monbeig                      | französischer Geograph                                                                                        | 79    |       |
| 22. September | Leonidas Zoras                      | griechischer Komponist                                                                                        | 82    |       |
| 23. September | Gottlieb Flückiger                  | Schweizer Veterinärmediziner sowie Hochschullehrer                                                            | 95    |       |
| 23. September | Bob Fosse                           | US-amerikanischer Choreograf und Regisseur                                                                    | 60    |       |
| 23. September | Guillaume Gillet                    | französischer Architekt                                                                                       | 74    |       |
| 23. September | Louis Kentner                       | ungarisch-britischer Pianist                                                                                  | 82    |       |
| 23. September | Edith Klemperer                     | österreichisch-US-amerikanische Medizinerin                                                                   |       |       |
| 23. September | Maria Müller-Gögler                 | deutsche Schriftstellerin                                                                                     | 87    |       |
| 23. September | Günter Radtke                       | deutscher Polizist und Schriftsteller                                                                         | 60    |       |
| 23. September | Erland van Lidth                    | US-amerikanischer Schauspieler niederländischer Abstammung                                                    | 34    |       |
| 24. September | Drew Brown                          | US-amerikanischer Boxtrainer und Schauspieler                                                                 | 59    |       |
| 24. September | Walter Fritsch                      | Dozent an Ingenieurschulen für Maschinenbau                                                                   | 87    |       |
| 24. September | Carl Gielen                         | deutscher Priester                                                                                            | 87    |       |
| 24. September | Sergio Pastore                      | italienischer Filmregisseur, Drehbuchautor und Filmproduzent                                                  | 54    |       |
| 24. September | Henry Joseph Soenneker              | US-amerikanischer Geistlicher, Bischof von Owensboro                                                          | 80    |       |
| 25. September | Mary Astor                          | US-amerikanische Schauspielerin                                                                               | 81    |       |
| 25. September | Hermann Gutmann                     | deutscher Unternehmer                                                                                         | 80    |       |
| 25. September | Harry Holtzman                      | US-amerikanischer Maler                                                                                       | 75    |       |
| 25. September | Victoria Kent                       | spanische Juristin                                                                                            | 96    |       |
| 25. September | Abba Kovner                         | israelischer Schriftsteller und Widerstandskämpfer                                                            | 69    |       |
| 25. September | Jacobus Prins                       | niederländischer Fußballspieler                                                                               | 49    |       |
| 25. September | Emlyn Williams                      | britischer Schauspieler, Rezitator und Dramatiker                                                             | 81    |       |
| 26. September | Edgar Anstey                        | britischer Filmproduzent                                                                                      | 80    |       |
| 26. September | Ethel Catherwood                    | kanadische Leichtathletin                                                                                     | 79    |       |
| 26. September | Howard W. Robison                   | US-amerikanischer Politiker                                                                                   | 71    |       |
| 26. September | Herbert Tichy                       | österreichischer Schriftsteller und Bergsteiger                                                               | 75    |       |
| 27. September | John Newbold Camp                   | US-amerikanischer Politiker                                                                                   | 79    |       |
| 27. September | John Niemeyer Findlay               | südafrikanischer Philosoph                                                                                    | 83    |       |
| 27. September | Maria Baptista dos Santos Guardiola | portugiesische Ärztin, Lehrerin, Schriftstellerin und Politikerin                                             | 92    |       |
| 27. September | Jochen Steffen                      | deutscher Politiker (SPD), MdL                                                                                | 65    |       |
| 28. September | Willard Harrison Bennett            | US-amerikanischer Physiker und Erfinder                                                                       | 84    |       |
| 28. September | Roman Brandstaetter                 | polnischer Schriftsteller                                                                                     | 81    |       |
| 28. September | Georg Dengel                        | deutscher Filmpionier                                                                                         | 86    |       |
| 28. September | Heinrich Dipper                     | deutscher Verwaltungsjurist und Ministerialbeamter                                                            | 85    |       |
| 28. September | Philipp Eppel                       | österreichischer Orgelbauer                                                                                   | 80    |       |
| 28. September | Mario von Galli                     | österreichischer Jesuit, theologischer Redakteur und Publizist                                                | 82    |       |
| 28. September | Erhard Kroeger                      | lettischer SS-Angehöriger                                                                                     | 82    |       |
| 28. September | Ray J. Madden                       | US-amerikanischer Politiker                                                                                   | 95    |       |
| 28. September | Stuart Alfred Queen                 | US-amerikanischer Soziologe                                                                                   | 97    |       |
| 29. September | Christopher Boardman                | britischer Segler                                                                                             | 84    |       |
| 29. September | Henry Ford II                       | US-amerikanischer Unternehmer; Präsident der Ford Motor Company (1945–1960)                                   | 70    |       |
| 29. September | Finn T. Isaksen                     | norwegischer Politiker (Senterpartiet) und Manager                                                            | 63    |       |
| 29. September | Sebastian Peschko                   | deutscher Pianist                                                                                             | 77    |       |
| 30. September | Alfred Bester                       | US-amerikanischer Science-Fiction-Autor                                                                       | 73    |       |
| 30. September | Hans Holm Bielfeldt                 | deutscher Slawist, Germanist und Philologe                                                                    | 80    |       |
| 30. September | Robert Schollum                     | österreichischer Komponist und Dirigent                                                                       | 74    |       |
| 30. September | Hilary Skarżyński                   | polnischer Eishockeyspieler                                                                                   | 62    |       |
| 30. September | Karl Titze                          | österreichischer Politiker (ÖVP), Abgeordneter zum Nationalrat, Mitglied des Bundesrates                      | 73    |       |
| September     | Dennis Coi                          | kanadischer Eiskunstläufer                                                                                    | 27    |       |
| September     | Midge Moreman                       | britische Turnerin                                                                                            | 84    |       |
| September     | Uli Steigberg                       | deutscher Schauspieler und Hörspielsprecher                                                                   | 64    |       |